# Occhi profondi
«Occhi profondi» (с итал. — «Глубокие глаза») — сингл итальянской певицы Эммы Марроне. Песня была выпущена 19 июня 2015 года как первый сингл для четвёртого студийного альбома Adesso. Имеет платиновый статус.

## Запись и релиз
Эта песня была написана певцом и композитором албанского происхождения Эрмал Мэта и композитором, автором и пианистом Дарио Фаини в звукозаписывающей студии Эбби-Роуд, в Лондоне. Что касается альбома, сама певица представила его следующими словами:

Я не могла больше ждать. Я хотела поделиться со всеми этим куском жизни, вкусом нового альбома, над которым работала некоторое время и вложила много мужества и любви.
Оригинальный текст (итал.)Non riuscivo più ad aspettare [...] avevo voglia di condividere con tutti voi questo pezzo di vita, un assaggio del nuovo disco al quale lavoro già da un po' di tempo e nel quale sto investendo tanto coraggio e tanto tanto amore.

## Музыкальное видео
Видеоклип на эту песню был выпущен в тот же день, как и песня  на официальном канале певицы на Youtube, Режиссёрами видеоклипа выступили Луиджи Антонини (основная часть) и Джулиано Пепарини (хореографическая часть).

## Список композиций
| №  | Название         | Длительность |
| -- | ---------------- | ------------ |
| 1. | «Occhi profondi» | 3:09         |

## Чарты и сертификации
| Чарт (2015)   | - Высшая - позиция |
| ------------- | ------------------ |
| Италия (FIMI) | 13                 |